# Schloss Launay

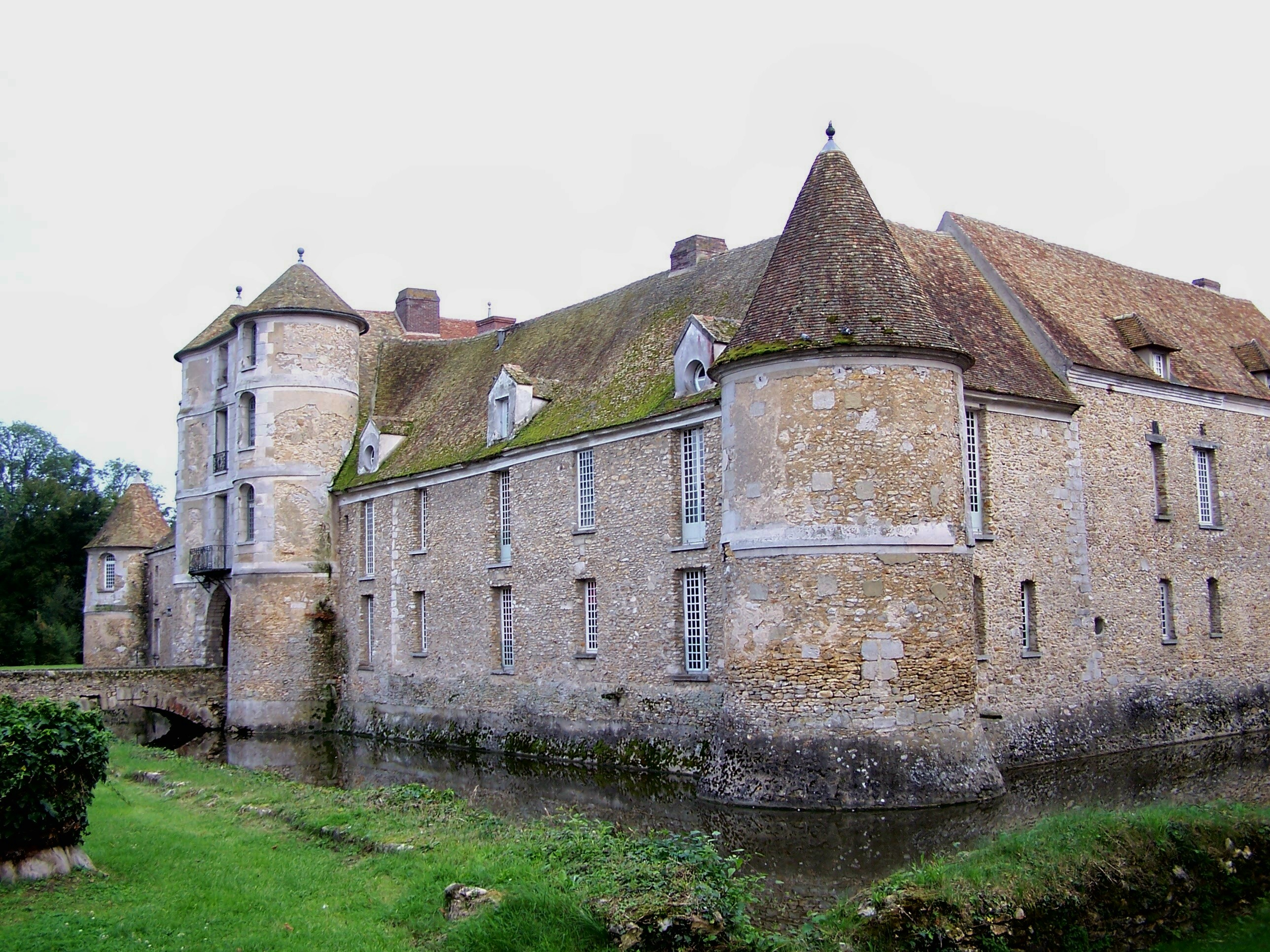
Schloss Launay, Ostseite

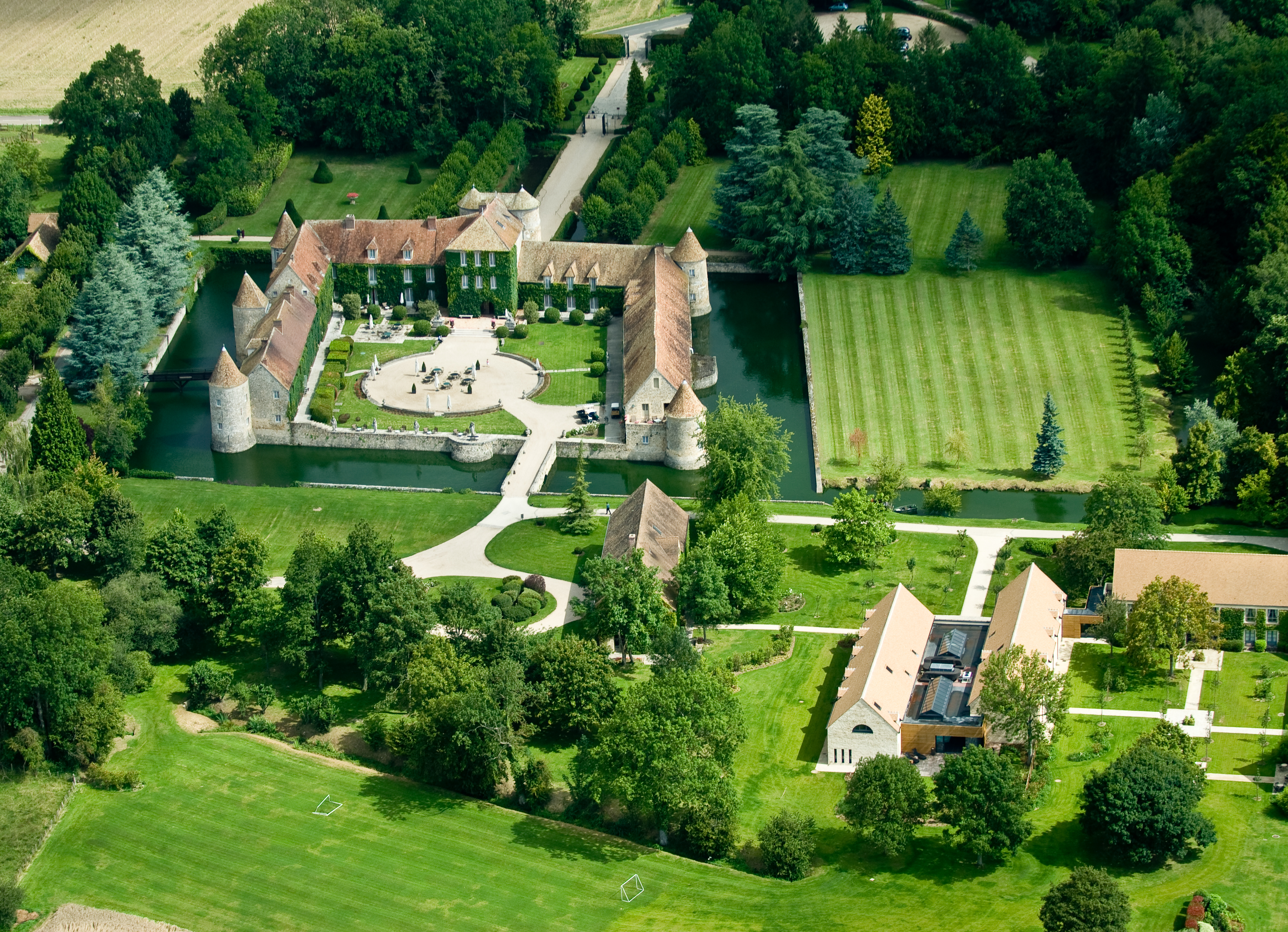
Schloss Launay, Luftbild

Schloss Launay, auch Schloss Villiers-le-Mahieu genannt ist ein Wasserschloss des 17. Jahrhunderts bei Villiers-le-Mahieu im Département Yvelines in der Region Île-de-France.

## Geschichte
Einer Legende zufolge wurde das Schloss von Engländern erbaut, für die es allerdings keinerlei historische Belege gibt. Die Herrschaft Villiers-le-Mahieu lässt sich bis ins 12. Jahrhundert zurückverfolgen. Im 13. Jahrhundert tritt das Geschlecht der von Maizelan als Herren des Schlosses in Erscheinung. 1360 wurde der Herr von Maizelan als einer der Geiseln genommen, die dem König von England die Rückgabe der Grafschaft Montfort garantieren sollte. Danach ging der Besitz an die Mesnil-Simon über, die bis ins 16. Jahrhundert in Villiers-le-Mahieu nachweisbar sind. 1642 erfolgte unter Claude de Bullion eine umfassende Erneuerung von Schloss Launay. Nach weiterem mehrfachen Besitzerwechseln wurde Launay 1980 schließlich in ein Schlosshotel umgewandelt. Seit 1964 ist das Gebäude als Monument historique eingestuft.

## Anlage
Beim Neubau von 1642 wurden wesentliche Teile der mittelalterlichen Wasserburg wiederverwendet. Diese war eine annähernd quadratische Anlage mit insgesamt neun Rundtürmen: vier Türme an den Ecken, an drei Fronten je ein Turm dazwischen, außer an der Eingangsseite, die ein doppeltürmiges Portal besaß. Eine Grundrissform, die typisch war für hochmittelalterliche Burgen in Westeuropa. Beim Umbau des 17. Jahrhunderts wurde der Ostflügel als Hauptwohntrakt ausgebaut, während der Westflügel samt mittlerem Turm gänzlich abgetragen wurde, um dem barocken Schlosstypus einer Dreiflügelanlage genüge zu tun. Die Wassergräben blieben erhalten, doch auf der Westseite wurde dieser von einer zusätzlichen Brücke überspannt, die in den Schlosspark führt.